# Wojciech Zamiara
Wojciech Paweł Zamiara (ur. 1960 w Toruniu) – polski artysta współczesny, artysta interdyscyplinarny (twórca instalacji multimedialnych, performance i sztuki wideo), pedagog.

## Życiorys
Studiował w Państwowej Wyższej Szkole Sztuk Plastycznych w Gdańsku (obecnie: Akademia Sztuk Pięknych w Gdańsku), dyplom uzyskał w 1986 w Pracowni Grafiki prof. Cypriana Kościelniaka. Po studiach związany z macierzystą uczelnią, od 1986 jako asystent Witosława Czerwonki w Pracowni Podstaw Projektowania Plastycznego, od 1990 w Pracowni Intermedialnej, od 2003 na stanowisku adiunkta II stopnia prowadzi pracownię Wstęp do Intermediów w Katedrze Specjalności i Specjalizacji na Wydziale Rzeźby.
Współtworzył Galerię Wieża Ciśnień w Bydgoszczy, przez parę lat prowadził galerię w bydgoskim klubie Mózg.

## Udział w festiwalach filmowych
- 1991 – Video Konfrontacje, Łódź
- 1991 – WRO '91, Wrocław
- 1993 – Wideokont, Lublin
- 1993 – WRO '93, Wrocław
- 1993 – Copenhagen Visual Foto Computer Video, Kopenhaga
- 1993 – WIPER Wideofestival, Lucerna
- 1994 – WIGO Videofestival, Vigo
- 1994 – Wideofest, Berlin
- 1994 – Monitor Polski, Wrocław
- 1994 – European Media Art Festival, Osnabrück
- 1994 – Videonale, Bonn
- 1995 – VI Alpe Adria Cinema Film Festival, Triest

## Nagrody i odznaczenia
- Odznaka honorowa „Zasłużony dla Kultury Polskiej” (2019)[2]
- Nagroda Prezydenta Miasta Gdańska w Dziedzinie Kultury z okazji jubileuszu 35-lecia pracy tworczej (2019)[3]
- Nagroda Prezydenta Miasta Gdańska w Dziedzinie Kultury za całokształt twórczości artystycznej (2022)[3]